# Amy Black Ndiaye
Amy Black Ndiaye (geboren 1989 in Klaksvík, Färöer) ist eine norwegische Schauspielerin und Drehbuchautorin.

## Leben
Amy Black Ndiaye wuchs mit einer färöischen Mutter und einem senegalesischen Vater in Hop in Bergen auf, nach Stationen auf den Färöer-Inseln und in Senegal. Sie wurde als Jugendliche als Sporttalent gehandelt und spielte Basketball für die norwegischen Altersklassenmannschaften. Eine professionelle Karriere blieb ihr jedoch aufgrund einer Knieverletzung, die sie als Siebzehnjährige erlitt und die mehrere Operationen erforderte, verwehrt. Ein bereits zugesagtes Sportstipendium für die Barry University in Miami musste sie ablehnen.
Sie studierte dann zunächst Politikwissenschaft und bewarb sich schließlich 2011 für eine Schauspielausbildung an der American Academy of Dramatic Arts in New York, die sie bis 2012 abschloss. Im Anschluss machte sie erste Erfahrungen im New Yorker Off-Theater bei der von ihr gegründeten The Mix Theatre Company und unternahm neben ihrer Tätigkeit als Schauspielerin erste Schritte in den Bereichen Buch und Regie. Zur Finanzierung ihres Studiums jobbte sie als Barkeeperin. Im Jahr 2013 kehrte sie nach Norwegen zurück, um Drehbuch an der Norwegischen Film- und Fernsehhochschule in Lillehammer zu studieren. Sie führte Regie bei verschiedenen Musikvideos und wirkte als Drehbuchautorin an einigen Kurzfilmen mit.

## Werk
Im Jahr 2016 ging Amy Black Ndiaye nach Oslo und war ab 2017 als Drehbuchautorin und Entwicklerin für die Produktionsfirma Monday Scripted tätig, wo sie unter anderem ein Drehbuch zur Fernsehserie Aber Bergen beisteuerte. Monday Media produzierte im Jahr 2022 auch die von ihr entwickelte Serie I Am Earth. Darin geht es um eine junge Frau im norwegischen Bergen, die tagsüber als Bibliothekarin arbeitet und sich daneben eine Karriere als Rapperin aufbaut. Zu dem Stoff hatte sie ihre Jugendfreundin Regina Tucker inspiriert, die als Rapperin Myra in Norwegen ab den 2020er Jahren erste Erfolge verzeichnete. Die Serie ist als „Rapsical“ angelegt, also als ein auf Rap aufbauendes Musical und trägt zum Teil autobiografische Züge.
Die Hauptfigur Odile bezeichnet sich in der Serie selbst als „halb schwarze, halb weiße, muslimische lesbische Rapperin“. Die Kamera begleitet sie bei ihren ersten Schritten in der Musikbranche, ihrem chaotischen Liebesleben und dem Coming-out gegenüber ihren Eltern. Darüber hinaus werden alltägliche Rassismuserfahrungen thematisiert. Ndiaye, die die Rolle der Odile übernahm, nachdem die ursprünglich gecastete Darstellerin das Projekt verlassen hatte, musste für die Rolle rappen lernen. Ihren ersten öffentlichen Auftritt mit dem Songmaterial hatte sie im Beiprogramm der Internationalen Filmfestspiele Berlin, wo die Serie beim Berlinale Co-Production Market potenziellen Ko-Finanziers vorgestellt wurde.
An der Entwicklung von I Am Earth arbeitete Ndiaye über einen Zeitraum von knapp zehn Jahren, seit ihrer Zeit in New York. Während ihres USA-Aufenthalts begann sie aus Heimweh norwegischen Rap zu hören, vor allem Songs im Bergener Dialekt des Rappers Lars Vaular. Es war auch Vaular, den sie schließlich als Rap-Coach anfragte. Er schrieb darüber hinaus die zwölf Songs für die Serie und übernahm eine der Hauptrollen: er verkörpert Stian, den besten Freund Odiles. Neben Vaular spielt der Rapper Kamelen den Sparringspartner von Odile – im Rap und im Boxring. Auch Martin Hazy vom Rap-Kollektiv Dårlig Vane ist zu sehen. Ndiaye besetzte daneben Teile ihrer Familie auf den korrespondierenden Serienrollen: ihre Eltern, ihre Schwester und ihre Nichte. Darüber hinaus werden echte Filmausschnitte aus Amy Black Ndiayes Kindheit gezeigt, auf denen sie zusammen mit ihrem Vater Joe Ndiaye zu sehen ist. Die Serie wurde 2022 auf Norsk rikskringkasting (NRK) und Arte ausgestrahlt.

## Filmografie (Auswahl)

### Schauspiel
- 2019: Kommissar Wisting (Fernsehserie, Staffel 1)
- 2021: The North Sea, Regie: John Andreas Andersen
- 2022: Lunch (Fernsehserie, 14 Folgen)
- 2022: Rumors (Fernsehserie, 6 Folgen)
- 2022: I Am Earth (Verden er Min), Regie: Øvind Holtmon (Fernsehserie, 6 Folgen)
- 2024: Eksplosjoner i hjertet, Regie: Yenni Lee

### Drehbuch
- 2016: Mamma, Regie: Julia Lindström (Kurzfilm)
- 2017: Aber Bergen (Fernsehserie, 1 Folge)
- 2019: Hjerteslag (Fernsehserie, 1 Folge)
- 2020: Daddy’s Girl, Regie: Julia Lindström (Kurzfilm)
- 2021: Två systrar (Fernsehserie, 8 Folgen)
- 2022: I Am Earth, Regie: Øvind Holtmon (Fernsehserie, Buch, Creator)
- 2024: Solo (Fernsehserie, 4 Folgen)

## Preise und Auszeichnungen
- 2022: Seriencamp Official Competition Award für I Am Earth, München[8][9]